# Cabaret festival - Premio Totò alla comicità
Il Cabaret festival - Premio Totò alla Comicità è la più importante competizione in onore di Totò che si tenga in Italia, e l'unica che si svolge con l'autorizzazione ufficiale degli eredi dell'artista, con la partecipazione di Liliana de Curtis. Il festival è dedicato a giovani emergenti nel campo della comicità e conta l'appoggio di sedi settoriali in Italia (attualmente le sedi sono il Cafè cabaret del Circolo degli universitari di Afragola per la Campania, la Genius management di Rossano per il resto dell'Italia meridionale, La tana dell'arte per il Lazio e la Marystar di Pistoia per l'Italia centrale e settentrionale).
Il premio, ideato nel 2004 dal regista e coreografo Pio Pinto, è promosso dall'Associazione Moda Italia (A.M.I.), mentre l'organizzazione e la realizzazione della finale nazionale sono curate da Les protagonistes.
La finale della prima edizione si è tenuta a gennaio 2005 presso il Circolo del forestiero di Pompei. Le finali della seconda e della terza edizione si sono invece tenute presso il teatro Di Costanzo - Mattiello del pontificio istituto Bartolo Longo, sempre nella cittadina mariana.

La presidenza del Premio, la famiglia de Curtis e il comitato d'onore hanno istituito i «premi speciali», che a partire dalla seconda edizione sono stati assegnati a Patrizio Rispo, Nino D'Angelo, Paolo Caiazzo, Vincenzo Coppola, Marisa Laurito, Andrea Roncato, Lisa Fusco e alla memoria di Nino Taranto, consegnato al nipote Corrado.
Il festival dura un anno intero e si tiene in tutta Italia a tappe eliminatorie regionali o interregionali. La giuria della finale nazionale è presieduta da Liliana de Curtis. Possono partecipare cabarettisti ma anche comici teatrali, imitatori e barzellettieri.
La finale della quinta edizione si è tenuta il 24 aprile 2009 al Teatro Tasso di Sorrento con il patrocinio di Comune di Sorrento, Regione Campania, Provincia di Napoli, A.I.P.S. (Associazione italiana professionisti dello spettacolo) e dalla Civita Film commission di Civitavecchia.

Affiancavano la conduttrice ufficiale Teresa Ciardi lo show man Gianni Simioli, la modella Ivana Fusco e Francesco Cicchella vincitore della terza edizione. Alla presenza della figlia di Totò, Liliana de Curtis, otto finalisti provenienti dal Lazio, dalla Toscana, dalla Lombardia, dalla Basilicata e ovviamente dalla Campania, che hanno proposto il loro sketch comico. La serata, ripresa delle telecamere di Tele A, è stata inoltre trasmessa in diretta, per alcuni minuti, da Raitre, nell'àmbito di un collegamento dell'ospite Lello Arena con la trasmissione Mi manda RaiTre. I premi alla carriera sono stati assegnati a Marina Confalone, Enzo Gragnaniello, Bruno Garofalo e lo stesso Arena. Il premio Totò è stato assegnato a Simone Perinelli, finalista proveniente dalla città di Roma.